# Zombrus thomseni
Zombrus thomseni är en stekelart som beskrevs av Szepligeti 1918. Zombrus thomseni ingår i släktet Zombrus och familjen bracksteklar. Inga underarter finns listade i Catalogue of Life.